# Gobles (Michigan)
Gobles est une ville du comté de Van Buren, dans l'État du Michigan, aux États-Unis. En 2020, sa population était de 851 habitants.